# صوفيا تريماركو
صوفيا ماريلو تريماركو (بالإيطالية: Sofia Trimarco)‏ (من مواليد 11 فبراير 1999 في بوتشينو) حاملة لقب ملكة جمال إيطالية التي توجت ملكة جمال يونيفرسو إيطاليا 2019. وتغلبت على المتسابقات التسعة والثلاثين الآخريات في ليلة التتويج التي عقدت في 25 أغسطس 2019 في سينيسيتا وورلد في روما. وقد توجت من قبل حاملة اللقب السابقة إريكا دي ماتييس. وبذلك جانب اكتسبت الحق في تمثيل بلدها إيطاليا في مسابقة ملكة جمال الكون 2019.
بعد تتويجها بالتاج، عبرت ملكة الجمال عن سعادتها وحماسها عبر حسابها الرسمي على إنستغرام ونشرت،
| صوفيا تريماركو | "الليلة حققت حلمًا! مع الكثير من السعادة ، بنفس القدر من الفخر والقليل من عدم التصديق ، أستطيع أن أقول إنني ملكة جمال الكون إيطاليا 2019! الفتاة المحظوظة التي ستمثل إيطاليا في نهائي العالم والتي ستقام في الفلبين في ديسمبر! لا يمكن أن أكون أكثر تكريمًا. عاطفة قوية بدرجة لا توصف. " | صوفيا تريماركو |

## نشأتها
ولدت صوفيا ماريلو تريماركو في 11 فبراير 1999 ونشأت في بوتشينو. عملت كطالبة الحقوق في الجامعة الدولية الحرة للدراسات الاجتماعية غيدو كارلي.

## روابط خارجية
- Sito ufficiale di Miss Universo Italia
- صوفيا تريماركو على إنستغرام

| الجوائز و الإنجازات   | الجوائز و الإنجازات              | الجوائز و الإنجازات |
| --------------------- | -------------------------------- | ------------------- |
| سبقه إيريكا دي ماتييس | ملكة جمال يونيفرسال إيطاليا 2019 | تبعه فيفيانا فيزيني |